# Stefano Nepa
Stefano Nepa (Giulianova, Italia, 21 de noviembre de 2001) es un piloto de motociclismo italiano que participa en la categoría de Moto3 con el Sic58 Squadra Corse.

## Biografía
Stefano Nepa debutó en el mundial corriendo como piloto invitado el Gran Premio de Italia 2018 con el NRT Junior Team. A partir del Gran Premio de los Países Bajos hasta el Gran Premio de la Comunidad Valenciana, reemplazo al kazajo Makar Yurchenko en el CIP - Green Power. Sus únicos puntos de la temporada los consiguió en la carrera final en Valencia en donde terminó en la 12 posición; finalizó la temporada en la 35.º con 4 ubicación con 4 puntos.
En 2019, corrió el Gran Premio de España como wild card para el Fundación Andres Perez 77, su equipo en el FIM CEV. El Reale Avintia Arizona 77 lo eligió como el reemplazo del español Vicente Pérez, despedido por el equipo debido a sus malos resultados. Disputó con ellos 12 grandes premios, desde Países Bajos hasta Valencia, y consiguió meterse en 2 ocasiones entre los 10 mejores, siendo el 8.º puesto en Tailandia su mejor resultado en la temporada. Finalizó la temporada 25 con 24 puntos.
En 2020, habría de disputar su primera temporada mundialista como piloto titular de un equipo, como compañero del español Albert Arenas en el Aspar Team.

## Resultados

### Campeonato del Mundo de Motociclismo
Sistema de puntuación de 1993 hasta 2022:
| Posición | 1.º | 2.º | 3.º | 4.º | 5.º | 6.º | 7.º | 8.º | 9.º | 10.º | 11.º | 12.º | 13.º | 14.º | 15.º |
| Puntos   | 25  | 20  | 16  | 13  | 11  | 10  | 9   | 8   | 7   | 6    | 5    | 4    | 3    | 2    | 1    |

Sistema de puntuación desde 2023 en adelante:
| Posición       | 1.º | 2.º | 3.º | 4.º | 5.º | 6.º | 7.º | 8.º | 9.º | 10.º | 11.º | 12.º | 13.º | 14.º | 15.º |
| Puntos         | 25  | 20  | 16  | 13  | 11  | 10  | 9   | 8   | 7   | 6    | 5    | 4    | 3    | 2    | 1    |
| Carrera sprint | 12  | 9   | 7   | 6   | 5   | 4   | 3   | 2   | 1   |      |      |      |      |      |      |

#### Por categoría
| Cat.  | Temporadas    | 1.er Gran Premio | 1.er Podio    | 1.ª Victoria  | Carreras | Victorias | Podios | Poles | V.Ráp. | Pts. | CM |
| ----- | ------------- | ---------------- | ------------- | ------------- | -------- | --------- | ------ | ----- | ------ | ---- | -- |
| Moto3 | 2018-presente | Italia 2018      |               |               | 115      | 0         | 0      | 0     | 2      | 380  | 0  |
| Total | 2018–Presente | 2018–Presente    | 2018–Presente | 2018–Presente | 115      | 0         | 0      | 0     | 2      | 380  | 0  |

#### Por temporada
| Temp. | Cat.  | Moto  | Equipo              | Carreras | Victorias | Podios | Poles | V.Ráp. | Pts. | Pos. |
| ----- | ----- | ----- | ------------------- | -------- | --------- | ------ | ----- | ------ | ---- | ---- |
| 2018  | Moto3 | KTM   | NRT Junior Team     | 12       | 0         | 0      | 0     | 0      | 4    | 35.º |
| 2019  | Moto3 | KTM   | Avintia Racing      | 13       | 0         | 0      | 0     | 0      | 24   | 25.º |
| 2020  | Moto3 | KTM   | Aspar Team Moto3    | 15       | 0         | 0      | 0     | 0      | 38   | 20.º |
| 2021  | Moto3 | KTM   | BOE Owlride         | 18       | 0         | 0      | 0     | 1      | 63   | 18.º |
| 2022  | Moto3 | KTM   | Angelus MTA Team    | 19       | 0         | 0      | 0     | 0      | 64   | 18.º |
| 2023  | Moto3 | KTM   | Angelus MTA Team    | 20       | 0         | 0      | 0     | 0      | 102  | 12.º |
| 2024  | Moto3 | KTM   | LevelUp-MTA         | 18       | 0         | 0      | 0     | 1      | 85   | 14.° |
| 2025  | Moto3 | Honda | Sic58 Squadra Corse |          |           |        |       |        | *    | *    |
| Total | Total | Total | Total               | Total    | 115       | 0      | 0     | 0      | 2    | 380  |

- * Temporada en curso

#### Carreras por año
| Año  | Cat.  | Moto  | 1      | 2       | 3       | 4      | 5      | 6       | 7       | 8       | 9      | 10      | 11      | 12     | 13     | 14     | 15     | 16     | 17     | 18      | 19      | 20     | 21  | 22  | Pos. | Pts. |
| ---- | ----- | ----- | ------ | ------- | ------- | ------ | ------ | ------- | ------- | ------- | ------ | ------- | ------- | ------ | ------ | ------ | ------ | ------ | ------ | ------- | ------- | ------ | --- | --- | ---- | ---- |
| 2018 | Moto3 | KTM   | QAT    | ARG     | AME     | SPA    | FRA    | ITA Ret | CAT     | NED 27  | GER 21 | CZE Ret | AUT 27  | GBR C  | RSM 17 | ARA 22 | THA 19 | JPN 20 | AUS 17 | MAL 21  | VAL 12  |        |     |     | 35.º | 4    |
| 2019 | Moto3 | KTM   | QAT    | ARG     | AME     | SPA 19 | FRA    | ITA     | CAT     | NED 20  | GER 18 | CZE 17  | AUT 22  | GBR 22 | RSM 11 | ARA 23 | THA 8  | JPN 16 | AUS 10 | MAL Ret | VAL 11  |        |     |     | 25.º | 24   |
| 2020 | Moto3 | KTM   | QAT 22 | SPA 12  | AND 14  | CZE 10 | AUT 15 | EST 9   | RSM 14  | ERM 15  | CAT 14 | FRA 15  | ARA 23  | TER 20 | EUR 7  | VAL 13 | POR 19 |        |        |         |         |        |     |     | 20.º | 38   |
| 2021 | Moto3 | KTM   | QAT 18 | DOH 16  | POR 11  | SPA 15 | FRA 17 | ITA 14  | CAT 10  | GER Ret | NED 11 | EST 19  | AUT 13  | GBR 17 | ARA 8  | RSM 9  | AME 11 | ERM 5  | ALG 16 | VAL 6   |         |        |     |     | 18.º | 63   |
| 2022 | Moto3 | KTM   | QAT 13 | INA Ret | ARG 16  | AME 13 | POR 15 | SPA 15  | FRA 17  | ITA Ret | CAT 16 | GER 15  | NED 7   | GBR 5  | AUT 15 | RSM 10 | ARA 19 | JPN 12 | THA 4  | AUS 5   | MAL Ret | VAL    |     |     | 18.º | 64   |
| 2023 | Moto3 | KTM   | POR 7  | ARG 6   | AME Ret | SPA 15 | FRA 10 | ITA 9   | GER 9   | NED 10  | GBR 12 | AUT 10  | CAT 5   | RSM 13 | IND 9  | JPN 4  | INA 10 | AUS 12 | THA 17 | MAL 15  | QAT 18  | VAL 15 |     |     | 12.º | 102  |
| 2024 | Moto3 | KTM   | QAT 6  | POR 7   | AME 18  | SPA 9  | FRA 17 | CAT 13  | ITA Ret | NED 9   | GER 12 | GBR 5   | AUT Ret | ARA 13 | RSM 14 | ERM 14 | INA 15 | JPN 10 | AUS 4  | THA 9   | MAL     | SLD    |     |     | 14.º | 85   |
| 2025 | Moto3 | Honda | THA 4  | ARG 10  | AME Ret | QAT 8  | SPA 14 | FRA Ret | GBR 16  | ARA Ret | ITA 14 | NED 13  | GER 13  | CZE 17 | AUT 24 | HUN    | CAT    | RSM    | JPN    | INA     | AUS     | MAL    | POR | VAL | 17.° | 37   |

| Color     | Resultado                                                               |
| --------- | ----------------------------------------------------------------------- |
| Oro       | Ganador                                                                 |
| Plata     | 2.ª plaza                                                               |
| Bronce    | 3.ª plaza                                                               |
| Verde     | Finalizó en los puntos                                                  |
| Azul      | Finalizó sin puntos                                                     |
| Azul      | NC - No clasificado                                                     |
| Violeta   | Ret - No terminó (Carrera)                                              |
| Rojo      | DNQ - No se clasificó                                                   |
| Negro     | DSQ - Descalificado                                                     |
| Blanco    | DNS - No empezó (carrera)                                               |
| Blanco    | WD - Retirado (fin de semana)                                           |
| Blanco    | C - Carrera cancelada                                                   |
| Sin color | DNP - Inscrito pero no participó                                        |
| Sin color | INJ - Lesionado                                                         |
| Sin color | EX - Excluido                                                           |
| Estado    | Resultado                                                               |
| Negrita   | Pole position                                                           |
| Cursiva   | Vuelta rápida                                                           |
| †         | Abandona, pero clasifica al completar el porcentaje requerido para ello |